# Masters From The Vaults
Masters From The Vaults – DVD z utworami koncertowymi zespołu Deep Purple wydane w roku 2003 i uzupełnione w 2007. Materiał zarejestrowany został przed wydaniem albumu In Rock na początku lat 70.
Utwory Deep Purple pochodzą z dwóch klasycznych sesji "Doing Their Thing" (14 lipca 1970) i "Beat Club" (2 sierpnia 1969 i 1 września 1971). Trzy utwory z sesji "Beat Club" zostały wydane rok wcześniej na płycie Special Edition EP/DVD.
W wydaniu z roku 2007 cztery utwory Gillana dodane na końcu, są całkowicie wyrwane z kontekstu płyty. Zostały one nakręcone w studiu TV w Nottingham 24 sierpnia 1990 i wszystkie były wydane 18 marca 2002 na innym DVD zatytułowanym Ian Gillan Live.

## Lista utworów
- Deep Purple

| 1. | "Mandrake Rock Improvisation" |  |
|    | Doing Their Thing 1970        |  |
| 2. | "Speed King"                  |  |
|    | Doing Their Thing 1970        |  |
| 3. | "Hush"                        |  |
|    | nieuwzględnione               |  |
| 4. | "Child In Time"               |  |
|    | Doing Their Thing 1970        |  |
| 5. | "Wring That Neck"             |  |
|    | Doing Their Thing 1970        |  |
| 6. | "No No No"                    |  |
|    | Beat Club 1971                |  |
| 7. | "Halleujah"                   |  |
|    | Beat Club 1969                |  |
| 8. | "Highway Star"                |  |
|    | Beat Club 1971                |  |
- Ian Gillan

| 9.  | "When A Blind Man Cries" |  |
|     |                          |  |
| 10. | "Demon's Eye"            |  |
|     |                          |  |
| 11. | "Lucille"                |  |
|     |                          |  |
| 12. | "Smoke On The Water"     |  |
|     |                          |  |

## Wykonawcy
- Ritchie Blackmore – gitara
- Ian Gillan – śpiew, kongi
- Roger Glover – gitara basowa
- Jon Lord – organy, instrumenty klawiszowe
- Ian Paice – perkusja